# La Fureur des gargouilles
 (août 2016).
Si vous disposez d'ouvrages ou d'articles de référence ou si vous connaissez des sites web de qualité traitant du thème abordé ici, merci de compléter l'article en donnant les références utiles à sa vérifiabilité et en les liant à la section « Notes et références ».
Série Maneater
Les Sables de l'enfer
(11 juillet 2009) Invasion au Far-West
(30 août 2009)
Pour plus de détails, voir Fiche technique et Distribution.
La Fureur des gargouilles (Rise of the Gargoyles) est un téléfilm d'horreur canadien réalisé par Bill Corcoran et diffusé le 21 juin 2009 sur Sci-Fi. Il s'agit du dix-huitième film de la collection Maneater series sur Syfy.

## Synopsis
Des gargouilles sont déterrées accidentellement par deux ouvriers des égouts. Les créatures se déchaînent et tuent tous ceux qui approchent de leur nid. Un professeur d'archéologie et une journaliste en quête de scoop vont s'allier à un prêtre défroqué pour tenter d'enrayer la catastrophe et arrêter le massacre.

## Fiche technique
- Titre : La Fureur des gargouille
- Titre original : Rise of the Gargoyles
- Réalisation : Bill Corcoran
- Scénario : Andy Briggs
- Production : Robert Halmi Sr., Michael Prupas, Andreea Stanculeanu et François Sylvestre
- Musique : Ned Bouhalassa
- Photographie : Pierre Jodoin
- Montage : Simon Webb
- Distribution : Domnica Circiumaru
- Décors : Guy Lalande
- Costumes : Simonetta Mariano
- Effets spéciaux de maquillage : Erik Gosselin
- Effets spéciaux visuels : Mario Raciele et Bruno-Olivier Laflamme
- Pays d'origine :  Canada
- Compagnies de production : MediaPro Pictures, Muse Entertainment Enterprises et RHI Entertainment
- Compagnie de distribution : RHI Entertainment
- Format : couleurs - 1.78:1 - Dolby Digital - 35 mm
- Genre : Horreur
- Durée : 94 minutes
- Date de sortie : 21 juin 2009 (Sci Fi Channel)
- interdit aux moins de 12 ans

## Distribution
- Eric Balfour : professeur Jack Randall[1]
- Caroline Néron : Nicole Ricard
- Justin Salinger : Walsh
- Nick Mancuso : Père Gable
- Tanya Clarke : Carol Beckham
- Ifan Huw Dafydd : inspecteur Gibert
- Paul Niculita : l'adjoint de Gibert

## DVD
En France, le film est sorti en DVD Keep Case le 23 novembre 2010 chez Zylo au format 1.77:1 panoramique 16/9 en français, sans bonus et sans sous-titres. (ASIN B0042U2HZK)